# Боривоје Мирковић
Боривоје Мирковић – Бора (Ваљево, 23. септембар 1884 — Лондон, 21. август 1969) је био високи официр српске војске, ваздухопловни бригадни генерал у војсци Краљевине Југославије и организатор војног пуча од 27. марта 1941. године. Током Априлског рата организовао је са војног аеродрома код Никшића ка Грчкој, евакуацију малолетног краља Петра и око 250 високих југословенских званичника. Године 1942. генерал Мирковић је по савету Британаца одбио да прими разрешење са дужности и краљев указ о предаји зграде команде Југословенске војске ван отаџбине у Каиру.

## Биографија
Рођен је 23. септембра 1884. године у Ваљеву, од оца Јована, артиљеријског официра и мајке Смиљане. Његов млађи брат Драгомир био је пешадијски бригадни генерал Краљевине Југославије. У војску је ступио 1907, као питомац 40. класе ниже школе Војне Академије. Даље школовање је наставио као питомац 22. класе више школе Војне академије.
Оженио се 1930. године Миром, кћерком Фердинанда Ланга приватног чиновника из Загреба. Супруга му је преминула 1937. године а убрзо и кћерка.

## Активна служба
По завршетку школовања, првим распоредом одређен је 1911. за водника у 3. дивизиону Дунавског артиљеријског пука. До Првог балканског рата на истој позицији. У Балканским ратовима 1912–1913. постављен за водника у Дунавском артиљеријском пуку. Дана 27. децембра 1913. потврђен на истом месту. У Првом светском рату 1914–1918. постављен је прво за водника батерија а након те дужности постао је командант исте батерије. Године 1916. добровољно се пријавио у новоосновану Српску авијатику и сматра се једним од првих пионира ваздухопловства. Током Првог светског рата послат у Француску пилотско-ловачку школу у Шартру и Авру. Након завршетка летачких и ловачких курсева, летео је у као пилот ловац у Српско-француској ескадрили до 1918. године. Због свађе са командантом Српске авијатике мајором Роже Витром, враћен је у артиљерију.
По окончању рата постављен за команданта 3. брдског дивизиона Јадранске артиљеријске бригаде. Од 1. априла 1924. године је командант 1. дивизиона у саставу артиљеријског пука II армијске области. Дана 5. маја 1924. премештен у штаб Јадранске дивизијске области а 30. септембра 1925. у барутану Обилићево. У артиљеријској инспекцији се налазио од 4. јануара 1927. да би већ 26. октобра исте године, био постављен за команданта 2. дивизиона Дунавске артиљеријске бригаде. Премештен је 1928. из артиљерије у ваздухопловство, и прва служба у новом роду војске била му је у Ваздухопловном одељењу Команде Ваздухопловства. Од 27. децембра 1928. налазио се на дужности вршиоца дужности команданта 4. ваздухопловног пука. Даље службовање му је настављено на месту команданта 1. ваздухопловне бригаде на које је постављен од 7. новембра 1930. године. У том периоду налазио се и у штабу команде Ваздухопловства. Дана 13. марта 1939. године именован је за заступника првог помоћника команданта Ваздухопловства, потом и вршиоца дужности помоћника команданта Ваздухопловства а након тога и за заменика команданта Ваздухопловства.

### Војни пуч и Априлски рат
На тој позицији је организовао и извео војни пуч 27. марта 1941. године. Дана 31. марта 1941. године. именован за команданта Ваздухопловства војске Краљевине Југославије и на тој функцији се налазио током Априлског рата. Организовао је евакуацију из земље 15. априла 1941. године, прво у Грчку, а затим у Египат. Заједно са генералом Богољубом Илићем у Каиру формирао је Југословенску војску ван отаџбине и приликом реорганизације ваздухопловних снага на Блиском истоку, краљ Петар II га поново поставља за Команданта ваздухопловства.

### У избеглиштву
Између две групе пучистичких официра појавиле су се размирице. Прва група су били старији официр предвођени генералима Симовићем, Мирковићем и Илићем који су држали мало командних места које су Југославени задржали у емиграцији, док су друга група предвођена мајором Живаном Кнежевићем били млађи официри у Лондону и Каиру који су с првом групом учествовали у пучу од 27. марта. Млађи официри су били незадовољни јер им учествовање у пучу није донело више чинове или већи утицај при доношењу владиних одлука. Живанов брат Радоје Кнежевић је био министар двора, чији је положај због младости и неискуства Петра II био врло утицајан. Тако су млађи официри утицали да краљ Петар у свом обраћању из децембра 1941. све заслуге за извођење пуча припише млађим и средњим официрима југословенске војске, чиме су негиране сваке Мирковићеве и Симовићеве заслуге. После Симовићеве смене и постављања Слободана Јовановића за председника избегличке владе, утицај Лиге мајора се увећао. Лига мајора је имала циљ да се реши старијих официра и осигурају поделу власти након завршетка рата са Драгољубом Михаиловићем, па је због тога морала да се реши старијих официра. Симовић, Илић и Мирковић су имали подршку већине официра у емиграцији који су носили пуковнички чин, подршку скоро свих ваздухопловних официра и многих официра нижег чина. Поред тога, генерал Мирковић и пуковник Жарко Поповић, шеф војне обавештајне службе, су имали су одличне везе с британском војном обавештајном службом и СОЕ, с којом су тесно сарађивали пре пуча од 27. марта и у његовом извршењу. Одмах по Јовановићем постављању, генерал Илић је смењен са места начелника Врховне команде, док је Мирковићева функција укинута. За вршиоца дужности начелника Врховне команде је постављен потпуковник Миодраг Лозић, члан Лиге мајора, иако су се у емиграцији налазила још четири генерала и осам пуковника. Илић и Мирковић су одбили да прихвате своју смену и за помоћ су се обратили краљици Марији. Влада је стога пензионисала Илића, а Мирковић је као генерал са највишим чином преузео Илићев положај и на њему остао неколико недеља. Пошто је одбио да прими разрешење са дужности и краљев указ о предаји зграде команде, стављен је на располагање и смењен са дужности краљевог Првог ађутанта 27. јануара 1942. године. Пензионисан је 16. фебруара исте године. Британци су покушали да изгладе сукоб, али је Мирковић 4. марта предао дужност Лозићу. Тада је написао у својим забелешкама:
Ја нисам био агент Интелиџент Сервиса. Ово морам да подвучем пошто у данашњем добу материјализма овај мој рад може многима да изгледа смешан.
Официри који су подржавали Мирковића су се побунили и одбили да признају Лозића, због чега су Британци ухапсили око 450 официра и војника оданих Мирковићу (половину Југословенске војске ван отаџбине). Али када је Лозић затражио да од Британаца да се Мирковић уклони из Каира и да се пуковник Поповић изведе пред војни суд, Британци су му 5. марта наложили да одступи са свог места и поставили свог генерала Стоуна за вршиоца дужности југословенске Врховне команде. Када је избегличка влада уместо Лозића у Каиро послала пуковника Миодрага Ракића, Британци су пристали да му предају дужност и покушали да врате Мирковића на положај. Када то нису успели, британска и југословенска влада су 19. новембра потписале протокол којим се дозвољава генералу Мирковићу и његовим најближим следбеницима да буду примљени у британску војску, задржавајући своје чинове. Након тога остао у емиграцији. Током рата за заслуге према Великој Британији почасно је унапређен у чин генерал-мајора. Заједно са братом интерниран у Уганду као генерал британске војске. После рата 1948. демобилисан и добио је статус политичког азиланта у Уједињеном Краљевству. Живео од помоћи Комитета слободних грађана Југославије. Преминуо је 23. августа 1969. године у Лондону.

## Официрско напредовање и одликовања
Унапређен је у чин: пуковника 15. августа 1929; бригадног генерала 1. децембра 1937; почасни генерал-мајор Уједињеног Краљевства 1942.
Двоструко је одликован Орденом Карађорђеве звезде са мачевима IV степена, Орденом Југословенске круне III и IV степена, Орденом Светог Саве III и IV степена, Орденом белог орла IV и V степена, Златном медаљом за храброст и бројним споменицама и страним одликовањима.